# Fernand Bouisson
Pour les articles homonymes, voir Bouisson.
Fernand Bouisson, né le 16 juin 1874 à Constantine (Algérie) et mort le 28 décembre 1959 à Antibes (Alpes-Maritimes), est un homme d'État français, président de la Chambre des députés de 1927 à 1936 et président du Conseil pendant quelques jours en 1935.

## Biographie
Au début des années 1900, Fernand Bouisson évolue en tant que joueur de la section de rugby à XV de l'Olympique de Marseille après avoir porté les couleurs du Stade français où il est deux fois champion de France (en 1894 et 1895). Le stade de l'Huveaune, ancien stade du club, portera d'ailleurs son nom.
Il est élu conseiller municipal, puis maire d'Aubagne en 1906. Le conseil général des Bouches-du-Rhône lui ouvre ses portes en 1907 quand il devient conseiller général du canton d'Aubagne et l'élit presque aussitôt président de l'assemblée départementale.
Il devient député socialiste indépendant, puis SFIO et enfin républicain-socialiste de 1909 à 1940. Il est commissaire aux Transports maritimes et à la Marine marchande dans le cabinet de Georges Clemenceau (1918-1919).
Président de la Chambre des députés, du 11 janvier 1927 au 31 mai 1936, Bouisson détient le record de longévité dans cette fonction sous la IIIe République. Il y eut toutefois une courte interruption de sa présidence en juin 1935, due à son bref passage à la présidence du Conseil.
Président du Conseil du 1er juin 1935 au 4 juin 1935, il réussit à réunir dans son gouvernement Pierre Laval, Édouard Herriot, Joseph Caillaux, Georges Mandel et Philippe Pétain mais la Chambre lui refusa une délégation de pouvoirs le 4 juin 1935, du fait de la présence de Joseph Caillaux dans son gouvernement. Il est ainsi le chef du gouvernement ayant occupé sa fonction le moins de temps dans l’histoire de France.
La victoire du Front populaire le prive de la présidence de la Chambre des députés. Il vote la confiance au maréchal Pétain en 1940 et abandonne la vie politique. Selon le radical-socialiste Vincent Badie, Fernand Bouisson l'aurait empêché avec l'aide des huissiers de finaliser son texte s'opposant aux pleins pouvoirs à Pétain.
Il préside le Conseil de l'Union interparlementaire de 1928 à 1934.
Bouisson a cherché à améliorer le travail parlementaire. Il fut l'auteur d'une proposition instaurant le vote électrique (aujourd'hui électronique).
Il est le maire de La Ciotat de 1935, à 1942. Il est aussi président du conseil d'administration du quotidien parisien L'Œuvre. Il conserve cette fonction sous l'Occupation lorsque Marcel Déat en prend la direction politique et en fait un journal collaborationniste. Dans son Journal d'un républicain engagé (Fondation Varenne, 2019), le directeur de La Montagne, Alexandre Varenne, évoque à plusieurs reprises leurs rencontres.
Il servit de modèle au président Buitton dans les Hommes de bonne volonté de Jules Romains et dans Terminus Marseille de François Thomazeau.
Fernand Bouisson meurt le 28 décembre 1959 à l'âge de 85 ans.
Il fut inhumé au cimetière Rabiac à Antibes.